# Zwaargestreepte olijfstreeppipratiran
De zwaargestreepte olijfstreeppipratiran (Mionectes galbinus) is een zangvogel uit de familie Tyrannidae (tirannen). De vogel werd in 1902 als ondersoort M. olivaceus galbinus van de fijngestreepte olijfstreeppipratiran geldig beschreven door de Amerikaanse vogelkundige Outram Bangs.

## Kenmerken
De vogel is 13 tot 14,5 cm en lijkt qua postuur op een grauwe vliegenvanger. De vogel is van boven donker olijfgroen en op de buik en borst licht olijfgroen met duidelijke, contrasterende, donkere streepjes in de lengte. Opvallend is een klein wit vlekje achter het oog. Op grond van onderzoek aan het geluidenrepertoire en het verenkleed zijn deze ondersoorten afgesplitst van de fijngestreepte olijfstreeppipratiran.

## Verspreiding en leefgebied
Er zijn vier ondersoorten:
- M. g. hederaceus: van oostelijk Panama tot westelijk Colombia en westelijk Ecuador.
- M. g. galbinus: Sierra Nevada de Santa Marta (NO-Colombia).
- M. g. venezuelensis: oostelijk Colombia, noordelijk Venezuela en Trinidad.
- M. g. fasciaticollis: zuidelijk Colombia, oostelijk Ecuador, oostelijk Peru en noordelijk Bolivia.

De leefgebieden liggen in zowel natuurlijk bos als meer in cultuur gebracht gebied op hoogten tussen de 0 en 3000 meter boven zeeniveau. De vogel staat als niet bedreigd op de rode lijst van de IUCN.

## Status
De grootte van de populatie is niet gekwantificeerd maar de soort wordt omschreven als vrij algemeen, maar met een versnipperde verspreiding. Op de Rode lijst van de IUCN heeft deze soort de status niet bedreigd.